# Saúl Rivera
Rabell Saúl Rivera, né le 7 décembre 1977 à San Juan (Porto Rico), est un joueur portoricain de baseball évoluant en Ligue majeure de baseball entre 2006 et 2010. Après la saison 2010, ce lanceur de relève international portoricain, compte 249 matchs joués en Ligue majeure pour une moyenne de points mérités de 4,29. Il est actuellement agent libre.

## Carrière
Après des études secondaires à San Juan (Porto Rico), Saúl Rivera suit des études supérieures aux États-Unis à l'Université de Mobile, où il porte les couleurs des Rams. Il est drafté le 2 juin 1998 par les Twins du Minnesota.
Encore joueur de Ligues mineures, Rivera est mis en ballotage à l'issue de la saison 2001 ; Il se retrouve alors au sein de l'organisation des Mets de New York, où il se contente de jouer en Ligues mineures.
Rivera est échangé aux Expos de Montréal le 16 juillet 2002. Il complète un échange. Nouvel échange le 7 juin 2004 avec les Milwaukee Brewers. Agent libre à l'issue de la saison 2004, il signe un contrat de Ligues mineures chez les Nationals de Washington le 16 novembre 2004. 
Après huit saisons en Ligues mineures au sein de quatre organisations différentes, Rivera fait ses débuts en Ligue majeure le 25 mai 2006 sous les couleurs des Nationals.
Sélectionné en équipe de Porto Rico, Rivera participe à la Classique mondiale de baseball en février-mars 2009. Il prend part à cinq parties (3.2 manches lancées), pour un retrait sur des prises et un coup sûr concédé.
La quatrième saison de Rivera au plus haut niveau est sa plus décevante avec une moyenne de points mérités médiocre de 6,10 pour seulement 38 manches un tiers lancées. 
Libéré de son contrat par les Nationals le 7 décembre 2009, Rivera s'engage deux semaines plus tard, le 21 décembre, avec les Indians de Cleveland via un contrat de Ligues mineures. Affecté en Triple-A en début de saison 2010, Rivera n'effectue aucune apparition en Ligue majeure sous l'uniforme des Indians. Il est transféré le 17 mai 2010 chez les Diamondbacks de l'Arizona.

## Statistiques
| Saison | Équipe     | G   | GS | CG | SHO | V  | D  | SV | IP    | SO  | ERA   |
| ------ | ---------- | --- | -- | -- | --- | -- | -- | -- | ----- | --- | ----- |
| 2006   | Washington | 54  | 0  | 0  | 0   | 3  | 0  | 1  | 60.1  | 41  | 3,43  |
| 2007   | Washington | 85  | 0  | 0  | 0   | 4  | 6  | 3  | 93.0  | 64  | 3,68  |
| 2008   | Washington | 76  | 0  | 0  | 0   | 5  | 6  | 0  | 84.0  | 65  | 3,96  |
| 2009   | Washington | 30  | 0  | 0  | 0   | 1  | 3  | 0  | 38.1  | 21  | 6,10  |
| 2010   | Arizona    | 4   | 0  | 0  | 0   | 0  | 0  | 0  | 3.2   | 1   | 22,09 |
| Totaux | Totaux     | 249 | 0  | 0  | 0   | 13 | 15 | 4  | 279.1 | 192 | 4,29  |

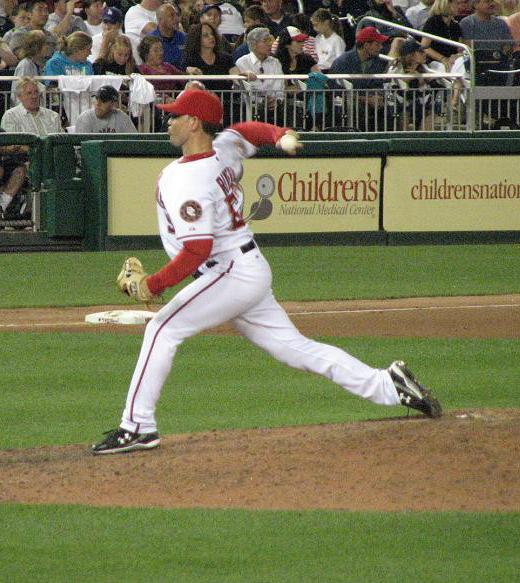
Saúl Rivera sous l'uniforme des Nationals de Washington

Note : G = Matches joués ; GS = Matches comme lanceur partant ; CG = Matches complets ; SHO = Blanchissages ; 
V = Victoires ; D = Défaites ; SV = Sauvetages ; IP = Manches lancées ; SO = Retraits sur des prises ; ERA = Moyenne de points mérités.